# Françoise Guégot
Françoise Guégot, née le 11 août 1962 à Oullins, est une femme politique française, membre des Républicains.

## Parcours universitaire
Françoise Guégot est ingénieur diplômée de l'École polytechnique féminine de Paris et docteur en informatique des sciences de l’organisation de l’université Paris IX Dauphine.
Françoise Guégot est membre de l'UMP. Elle est élue député en 2007.
Maire de Mont-Saint-Aignan de 2001 à 2008, sa liste est battue aux élections municipales de 2008 par celle du conseiller général socialiste Pierre Léautey.
Elle soutient la candidature de François Fillon pour la présidence de l'UMP lors du congrès d'automne 2012. Elle est nommée porte-parole de sa campagne.
En février 2015, elle obtient l'investiture pour être chef de file UMP aux élections régionales de 2015 en Normandie, en tandem avec la députée de l'Orne Véronique Louwagie. À la suite d'un accord avec l'UDI, c'est finalement Hervé Morin qui devient tête de liste.
Elle soutient Nicolas Sarkozy pour la primaire présidentielle des Républicains de 2016. Le 29 août, elle est nommée coordinatrice adjointe de campagne avec Roger Karoutchi et Guillaume Larrivé.
Elle figure en 22e position sur la liste de l'Union de la droite et du centre (Les Républicains) pour les élections européennes de 2019.

### Mandats
- 1995-2001 : adjointe au maire de Mont-Saint-Aignan (Seine-Maritime)
- 19/03/2001 - 16/03/2008 : maire de Mont-Saint-Aignan (Seine-Maritime)
- 2001 : 16e vice-présidente de l’Agglomération de Rouen
- 17/06/2007 - 18/06/2017 : députée de la deuxième circonscription de la Seine-Maritime (membre de la commission des affaires culturelles)
- 16/03/2008- : conseillère municipale de Mont-Saint-Aignan